# Jan Zbigniew Ossoliński
Jan Zbigniew Ossoliński herbu Topór (ur. 3 września 1555, zm. 3 października 1623) – marszałek sejmu zwyczajnego w Warszawie w 1601 roku, kasztelan żarnowski od 1603, wojewoda podlaski od 1605, wojewoda sandomierski od 1613, starosta stanisławowski i dobrzyński w 1603 roku, starosta nowomiejski w 1606 roku, poseł, sekretarz królewski mianowany przez króla Stefana Batorego w roku 1577.
Podróżował po Europie przez sześć lat, odwiedził Strasburg, Heidelberg, Paryż, Padwę. Po powrocie w 1577 roku mianowany został sekretarzem Stefana Batorego i wtedy przeszedł na katolicyzm – już po śmierci ojca, stronnika kalwinizmu w Rzeczypospolitej. Podczas wojny moskiewskiej wystawił własny poczet i walczył pod Połockiem, Wielkimi Łukami, Zawołoczem i Pskowem.
Karierę polityczną rozpoczął u boku Jana Zamoyskiego, spowinowaconego z nim przez pierwszą żonę Zamoyskiego Annę Ossolińską. Jednak konflikt kanclerza z Samuelem Zborowskim, wujem Zbigniewa, i jego stracenie oddaliły go od Zamoyskiego. Poseł na sejm 1585 roku z województwa sandomierskiego. Po śmierci Batorego opowiedział się za kandydaturą Habsburgów, wspierając ją do momentu porażki arcyksięcia Maksymiliana pod Byczyną. Odszedł od polityki w zacisze swego majątku w Klimontowie do momentu utrwalenia się władzy nowego króla i wystąpił w 1592 roku jako jego gorący zwolennik. Na przeszkodzie między Zygmuntem III a nim stał jednak Jan Zamoyski, skutecznie uniemożliwiając mu wpływ na młodego króla.
Od roku 1593 był starostą czerskim, nowokorczyńskim i stopnickim. Po podziale majątku między braćmi w 1584 roku otrzymał drugą część Ossolina – dwór, folwark i części lub połowy na Dziewkowie, Wilkowicach, Zakrzowie, Pęchowie, Nawodzicach – majątki były zadłużone po ojcu.
W 1600 roku był posłem na sejm.
Jako najmłodszy z braci, wówczas 29-letni, otrzymał niezbyt wartościową schedę, jednak z biegiem lat, wykorzystując kłopoty finansowe braci, wykupił od nich resztę dziedzicznych ziem, skupiając w swym ręku wszystkie ziemie rodowe Ossolińskich. Od 1603 roku podkomorzy sandomierski. Nominację na kasztelana małogoskiego wystawiono z datą 9 października 1603 roku. Urzędu tego nie zdążył zapewne objąć, gdyż już 26 listopada został mianowany kasztelanem żarnowskim.
Po śmierci Zamoyskiego w 1605 roku Zbigniew Ossoliński rozpoczął, już jako 50-letni człowiek, działalność polityczną. Opowiedział się po stronie króla we wszystkich kwestiach dzielących go ze szlachtą.
Około 1594 roku przeszedł z kalwinizmu na katolicyzm, następnie wypędził różnowierców ze swych majątków. Poparcie, jakie udzielał Zygmuntowi III, wiązał bezpośrednio ze swą karierą, chciał uzyskać stanowisko wojewody. Pierwszy nadarzający się korzystny wakat pojawił się w województwie podlaskim. Ossoliński szybko zakupił tam ziemie − Siekierki, Rotki, Putkowice − i za swe poparcie dla króla uzyskał stanowisko wojewody podlaskiego w 1605 roku. Następna okazja nadarzyła się w 1613 roku, kiedy w nagrodę za udane pertraktacje ze skonfederowanym wojskiem otrzymał urząd wojewody sandomierskiego. Od tego czasu coraz częściej krytykował politykę dworu, nie pozostając jednak w stosunku do monarchy w opozycji.

## Rodzina
Był żonaty cztery razy. W 1583 roku poślubił ewangeliczkę Jadwigę Sienieńską h. Dębno. Drugą żoną była zaślubiona w roku 1594 katoliczka Anna Firlej (zm. 1600). W 1602 poślubił Katarzynę Kosińską (zm. 1607), a w 1608 Katarzynę Warszewicką (zm. 1620).
Pozostawił potomstwo z dwóch pierwszych małżeństw.
Jego dziećmi byli:
- Krzysztof Ossoliński (1587–1645) – wojewoda sandomierski
- Maksymilian Ossoliński (1588–1655) – podskarbi, kasztelan czerski
- Jerzy Ossoliński (1595-1650) – podskarbi, wojewoda, kanclerz wielki koronny.
- Elżbieta Ossolińska żona Konstantego Korniakta.

Wszystkie związki służyły również pomnożeniu jego majątku. Z każdą ze swych żon brał spory posag w dobrach ziemskich, które często wymieniał na ziemie sąsiadujące z jego majętnościami. Kolejną niebagatelną pomocą w tworzeniu jego fortuny były nadane mu królewszczyzny i wzięte dzierżawy, w których umiejętnie gospodarował. Jego najpoważniejszym nabytkiem w licznych transakcjach, jakie przeprowadzał, było kupno Mielca i Zgórska z przyległymi wsiami.
Był zięciem Jana Sienieńskiego, a potem Jana Firleja (ok. 1521–1574) marszałka wielkiego koronnego.